# Юсифов, Юсиф Бахлул оглы
Юси́ф Бахлу́л оглы́ Юси́фов (Юсиф Бахлулович Юсифов, азерб. Yusif Bəhlul oğlu Yusifov; 23 сентября 1929, Беюк-Веди, ЗСФСР — 4 января 1998, Баку, Азербайджан) — советский и азербайджанский историк, востоковед, лингвист, тюрколог, эламист, топонимист, специалист по древним письменностям и шумерскому языку.

## Биография
Юсиф Юсифов родился 23 сентября 1929 года в селе Беюк-Веди. После окончания Азербайджанского педагогического техникума в Ереване в 1946 году продолжил образование в Ленинградском университете, заложившем филологическую основу его знаний о древневосточных языках (шумерском, аккадском, эламском, иранских).
Окончив в университете отделение филологии Ирана, в 1952 году Юсиф Юсифов приехал в Азербайджан и в 1952 году начал трудовую деятельность в Институте истории и философии Азербайджанской Академии наук. Однако, интерес к истории Древнего Востока и желание реализовать в научно-исследовательской сфере знания, полученные в Ленинградском Государственном Университете, вскоре вновь возвращают исследователя в Ленинград. В 1953—1956 годах, под руководством известного шумеролога и ассириолога И. М. Дьяконова, Юсифов продолжил образование в аспирантуре Государственного Эрмитажа, и в качестве специализации выбрал одну из наименее изученных тем в мировой историографии — историю Элама. Две крупные статьи Юсифа Юсифова, посвящённые последнему периоду истории Элама, а также кандидатская диссертация, защищённая в 1958 году, привлекли внимание известных учёных-востоковедов, и способствовали признанию его в качестве учёного-эламиста.
Вернувшийся на родину после защиты кандидатской диссертации Юсифов до 1967 года работал в Институте истории Азербайджанской АН. Вскоре в республиканских, союзных и иностранных журналах начали печататься его статьи, касающиеся проблем истории Элама, Мидии, Ассирии и Урарту. К 1965 году он завершил работу над докторской диссертацией по социально-экономической истории Элама и успешно защитил её в Тбилиси. В 1968 году в Москве была издана объёмистая монография Юсифова, посвящённая социально-экономической истории Элама.
В 1967 году Юсиф Юсифов начал педагогическую деятельность в качестве профессора кафедры истории Азербайджана Педагогического института языков им. М. Ф. Ахундова, а с 1971 года и вплоть до конца жизни учёный проработал в Азербайджанском государственном педагогическом университете в должностях профессора, заведующего кафедрой, декана факультета.
В 1993 году Юсифов издал учебное пособие для высших учебных заведений «История Древнего Востока». Является соавтором нескольких школьных учебников по истории.

## Научные взгляды
В работе «К значению древних топонимов в изучении этнической истории Азербайджана» Юсифов находил тюркские топонимы в Передней Азии в III—I тысячелетиях до н. э. и утверждал, что азербайджанский народ сложился к VIII веку. Согласно Юсифову, тюркоязычные предки азербайджанцев, совместно с иранцами, были аборигенами Передней Азии. Юсифов причислял к тюркскому языку не только скифов, но и куро-аракскую культуру раннего бронзового века, связывая её с «протоазербайджанцами».
Согласно Юсифову, присутствие «протоазербайджанского фона» в Передней Азии доказывается топонимами «Аратта» и «Алатейе», которые он локализует на территории Иранского Азербайджана и связывает с тюркскими «Алатау» и «Алтай»: «Исходя из этого сравнения, можно сказать, что Аратта является наиболее древней фонетической формой поздних оронимов. Аратта с вариантами и Алатейе можно принять за протоазербайджанские названия горы и горной страны». Мидийские и урартские «Ушкайа» и «Уишдиш» Юсифов выводит из тюркских «уч кайа» (три скалы) и «биш диш» (пять зубов).
Юсифов является соавтором учебника, в котором утверждается, что предки азербайджанцев являлись современниками шумеров и что «современная Армения возникла на территории древнего Западного Азербайджана».
В другом учебнике, где Юсифов также был соавтором, первое историческое знакомство азербайджанцев с русскими датируется 914 годом и описывается как ужасные бедствия для азербайджанцев.

## Критика
Азербайджанский историк Играр Алиев подверг резкой критике топонимические исследования Юсифова. Согласно Алиеву, для доказательства автохтонности тюркоязычия на территории Закавказья и Иранского Азербайджана Юсифов ссылается либо на авторитетных исследователей, которые на поверку никак не подтверждают его точку зрения, либо на некачественные работы некоторых азербайджанских историков (Гаджиев, Велиев, Гейбуллаев, Ворошил Гукасян), которые Алиев характеризует как «вздорные». Анализируя попытки вывести древние топонимы из тюркского языка, Алиев замечает, что Юсифов не имеет представления об «азбучных истинах» компаративистики и этимологии. Говоря о роли Юсифова в концепции автохтонности тюркского этноса в Азербайджане, Алиев оценивает её как «активное и наступательное невежество».
Виктор Шнирельман причисляет Юсифова к группе тюркоязычных ученых, которые в последней трети XX века пытались при помощи псевдонаучных построений, вопреки прочно установленным фактам, доказать древнее присутствие тюрков в степной зоне Восточной Европы, на Северном Кавказе, в Закавказье и даже в ряде районов Ирана, в частности причисляя ираноязычных скифов, саков, сарматов, алан к тюркам.
Попытки обоснования древности национальной истории в учебниках с соавторством Юсифова авторы исследования по освещению истории в постсоветских странах А. Данилов и А. Филиппов характеризуют как «анекдотические».

## Основные научные труды
1956
- Царское ремесленное хозяйство в Мидии и Эламе (VI в. до н. э.). Автореф. канд. дисс. Ленинград. — 16 стр.

1958
- Хозяйственные документы из Суз и хронология ранних Ахеменидов // Вестник древней истории, № 3, с. 18-32.
- Царское ремесленное хозяйство в Эламе Мидийско-персидского времени // Труды Института Истории АН Азерб. ССР. Т.XIII, с. 80-108.

1959
- К вопросу о деятельности Гауматы // Доклады АН Азерб. ССР, № 3, с. 251—257.
- О государственном ремесленном хозяйстве в Мидии // Доклады АН Азерб. ССР, № 3, с. 373—377.
- Эламские долговые документы из Суз (II тыс. до н. э.) // Вестник Древней Истории, № 2, с. 45-56.

1960
- Характер организации ремесла в Ассирии, Урарту и Мидии // Труды Института Истории АН. Азерб. ССР. T.XIV, c. 5-34.
- Важное исследование по эламскому языку. Рец. на кн.: "H. H. Paper. The Phonology and Morphology of Royal Achaemenid Elamite. Ann Arbor. The University of Michigan Press. 1955. (199 стр.) // Палестинский сборник, № 5, с. 142—147.
- Долговые документы из Суз (VII в. до н. э.) // Исследования по истории культуры народов Востока. Сборник в честь академика И. А. Орбели. Москва, Ленинград, с. 518—524.
- Купля-продажа недвижимой собственности и частное землевладение в Эламе // Клио. Вып. 38. Берлин, с. 5-22.
- Частное землевладение в Эламе (II тыс. до н. э.) // XXV Всемирный Конгресс Востоковедов. Доклады советской делегации. Москва, с. 1-11.
- Azərbaycan tarixinə aid qiymətli tədqiqat // «Kommunist» qəzeti, 18, IX.
- On private landownership in Elam in the second millennium B. C. // XXV International Congress of Orientalists. Moscow, p. 1-13.

1961
- О названиях «Алван» и «Арран» // Известия АН Азерб. ССР. Серия обществ. Наук, № 10, с. 23-31.
- Термины для рабов в Эламе, Мидии и Персии в середине I тыс. до н. э. // Вестник Древней Истории, № 4, с. 32-49.
- Azərbaycanda ən qədim insan məskəni // «Azərbaycan gəncləri» qəzeti, 20. I.
- Yeni tədqiqat // «Ədəbiyyat və incəsənət» qəzeti, 26.VIII.

1962
- Nə üçün aprelin 1-i aldatma günüdür // Elm və Həyat[азерб.], № 4, s. 5.
- Salamlaşma necə yaranmışdır // Elm və Həyat, № 8, s. 20.
- Знаки на камне // Газ «Бакинский рабочий», 10.III.

1963
- Эламские хозяйственные документы из Суз (начало) // Вестник Древней Истории, № 2, с. 191—222.
- Эламские хозяйственные документы из Суз (окончание) // Вестник Древней Истории, № 3, с. 201—261.
- Эламское sugir // Палестинский сборник, № 2, с. 9-15.
- Всесоюзное совещание историков и задачи исторической науки в Азербайджане (хроника) // Известия АН Азерб. ССР. Серия обществ. наук, № 3, с. 123—126.
- Bizim era // Elm və Həyat, № 2, s. 18.
- Yer adları necə yaranmışdır // Elm və Həyat, № 10, s. 14.

1965
- Элам. Социально-экономическая история. // Автореф. докт. дисс. Баку, 1965, 59 с.
- Храмовое хозяйство в Эламе // Клио, № 46, Берлин, с. 5-25.
- Общие черты наследования в гражданской и царской семьях Элама // Академия Унгарика. Будапешт, с. 48-49 (тезисы доклада).
- Qədim kitabələr necə oxunmuşdur // Elm və Həyat, № 2, s. 5-8.
- Qədim kitabələr necə oxunmuşdur // Elm və Həyat, № 3, s. 26-28.
- Nə üçün qitələrin adları «A» hərfi ilə başlayır və qurtarır // Elm və Həyat, № 8, s. 14.
- «Quba» və «Xaçmaz» // Elm və Həyat, № 9, s. 10.

1966
- Договор о «Братстве» в Эламе // Вестник Древней Истории, № 4, с. 3-16.
- Рецензия на кн.: «К. Каракашлы. Материальная культура азербайджанцев северо-восточной и центральной зон Малого Кавказа. Баку, 1964. — 280 стр.» // Советская Этнография, № 4, с. 183—187.
- Слушая востоковеда // Газета «Баку», 09.X.